# Retrato de Michael Wolgemut
El Retrato de Michael Wolgemut es un óleo sobre lienzo realizado por el pintor Alberto Durero en 1516. Sus dimensiones son de 29 × 27 cm.
El cuadro constituye un homenaje al antiguo maestro del artista, Michael Wolgemut, en cuyo taller Durero trabajó desde noviembre de 1486 hasta finales de 1489, y fue pintado sin que nadie lo hubiese encargado. Se considera el retrato más antiguo de un pintor (salvo autorretratos).
Cuando Wolgemut murió tres años más, tarde, Durero escribió en el cuadro a la izquierda: "Tenía 82 años y vivió hasta 1519, cuando murió en la mañana del día de San Andrés, antes del amanecer".
El anciano artista aparece con una chaqueta con amplios ribetes de piel, típica prenda de la burguesía adinerada de la época, mientras el pañuelo atado a la cabeza sin embargo es típico de su oficio, para proteger el cabello de las salpicaduras de pintura. Se conserva en el Museo Nacional Germano, Núremberg, Alemania.